# Amoron’i Mania
Amoron'i Mania – region Madagaskaru, ze stolicą w Ambositra. Dawniej należał do Prowincji Antananarywa.

## Geografia
Zajmuje powierzchnię 16 141 km² i położony jest w środkowej części wyspy. Od północy graniczy z regionem Vakinankaratra, od północnego wschodu z Atsinanana, od południowego wschodu z Vatovavy-Fitovinany, od południa z Haute Matsiatra, od południowego zachodu z Atsimo-Andrefana, a od zachodu z Menabe. Przez region przepływa rzeka Mania. Przebiegają przez niego drogi RN 7, RN 35 i RN 41.

## Demografia
Jego zaludnienie wynosiło w 1993 roku 472 677 osób. W 2004 wynosiło ok. 693 200. Według spisu z 2018 roku populacja wzrosła do 837 116 mieszkańców.

## Podział administracyjny
W skład regionu wchodzą 4 dystrykty:
- Ambatofinandrahana
- Ambositra
- Fandriana
- Manandrina